# Hugh O'Conor
Hugh O'Conor, né le 19 avril 1975 à Dublin (Irlande), est un acteur, réalisateur, scénariste et producteur de cinéma irlandais. Il est surtout connu pour avoir interprété le rôle du second mécanicien Jonathan Shepherd dans Saving the Titanic.

## Biographie
Hugh Charles O'Conor est un acteur et réalisateur né le 19 avril 1975 à Dublin en Irlande. Il est le fils de Mary O'Conor, sexologue, et du pianiste John O'Conor. Il a un frère cadet nommé Keith.
Passionné par le théâtre depuis ses huit ans, il décroche son premier rôle au cinéma en 1985, à l'âge de dix ans seulement, dans le film Lamb au côté de Liam Neeson.
Après avoir étudié à Trinity College à Dublin, il reçoit une bourse pour suivre des cours à la Tisch School of the Arts à l'Université de New York. C'est alors qu'il prend le théâtre au sérieux et décide d'en faire son métier.
Les rôles se succèdent. En 1993, le rôle de Louis XIII dans le célèbre film Les Trois Mousquetaires, inspiré du roman d'Alexandre Dumas marque sa carrière. On peut noter également sa participation dans le film Le Chocolat (2001), nommé aux Oscars dans plusieurs catégories dont celle du meilleur film.
Cependant, Hugh O'Conor évolue dans d'autres domaines artistiques. Il est représentant à Sweet Media, société de production irlandaise spécialisée dans les publicités télévisées. Il a ainsi réalisé plusieurs spots pour les marques Volkswagen ou Kilmeaden Cheese, ainsi qu'une campagne de prévention de la maladie de Parkinson. Il est également l'auteur des clips vidéos du groupe irlandais This Club : Add It Up et I Won't Worry.
Hugh O'Conor exerce aussi dans la photographie. Il a exposé au Royal Hibernian Academy de Dublin ainsi qu'au Royal Ulster Academy de Belfast.

## Filmographie

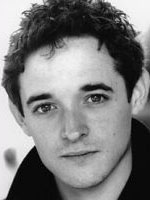
O'Conor en 2007

### Comme acteur

#### Au cinéma
- 1985 : Lamb de Colin Gregg : Owen Kane
- 1986 : Rawhead Rex, le monstre de la lande : Robbie Hallenbeck
- 1988 : Da : Boy Charlie
- 1989 : My left foot: L'histoire de Christy Brown (My Left Foot) : Young Christy Brown
- 1990 : Icarus : Jimmy
- 1993 : Red Hot : Yuri
- 1993 : Les Trois Mousquetaires (The Three Musketeers) de Stephen Herek : Louis XIII
- 1995 : Le Manuel d'un jeune empoisonneur (The Young Poisoner's Handbook) de Benjamin Ross : Graham Young
- 1996 : The Boy from Mercury : Paul
- 1998 : Sawdust Tales : Isaac
- 2000 : Hotel Splendide : Stanley Smith
- 2001 : Le Chocolat : Pere Henri
- 2002 : La Tranchée (Deathwatch) : Anthony Bradford
- 2002 : Coney Island Baby : Satchmo
- 2003 : Il Compagno americano : Muffa
- 2003 : Bloom : Stephen Dedalus
- 2004 : Blueberry, l'expérience secrète (Blueberry) : Young Mike
- 2005 : The Unusual Inventions of Henry Cavendish (court-métrage) : Henry Cavendish
- 2006 : George (court-métrage)
- 2007 : Terreur au 13e étage (Botched) : Dimitry
- 2007 : Speed Dating : James Van Der Bexton
- 2007 :  Waiting for Dublin : Twickers
- 2008 : Flick : Johnny 'Flick' Taylor
- 2008 : Summer Of The Flying Saucer : père Burke
- 2008 : A Film With Me In It : détective
- 2008 : The Man Inside (court-métrage) : Annoying Guy
- 2010 : Miss Remarkable & Her Career (court-métrage) : Boyfriend
- 2010 : Reuniting The Rubins : Yona Rubin
- 2011 : Killing Bono : Gary
- 2013 : The Stag : Fionnan
- 2017 : Last Crusade - Les Gardiens de la relique (Pilgrimage) de Brendan Muldowney

#### À la télévision
- 1984 : The Irish R.M. (épisode Qwenneen The Sprat) : Jim Donovan
- 1991 : Perfect Scoundels (épisode The Carpetbaggers) : Liam
- 1998 : Nightworld: 30 Years to Life : Vinnie Dawson
- 2001 : L'Odyssée du Squalus (Submerged) : Jim McDonald
- 2002 : Fergus' Weeding (saison 1, épisode 3) : Sex-shop Assistant
- 2004 : Showbands : Karl
- 2006 : Showbands 2 : Karl
- 2007 : Northanger Abbey : James Morland
- 2008 : Ten Days To War (Episode Our Business Is North) : Magoo
- 2009 : Psych Ward : Danny O'Hagan
- 2009 : Wild Decembers : The Crock
- 2010 : Your Bad Self (en)
- 2010 : Inspecteur Lewis (épisode The Dead of Winter) : père Jasper
- 2010 : Trois Femmes pour un destin (Three Wise Women) : Tom
- 2011 : Garrow's Law (saison 3, épisode 2) : Cathal Foley
- 2012 : Saving The Titanic : Jonathan Shepherd
- 2012 : Moone Boy (épisode Dark Side Of The Moone) : Elf
- 2013 : Ripper Street (épisode In My Protection) : Eagles
- 2013 : A Terrible Beauty... : lt Arthur Dickson

### Comme réalisateur

#### Au cinéma
- 2001 : Guilty of Love
- 2008 : Spacemen Three (court-métrage)
- 2009 : Corduroy (court-métrage)

#### À la télévision
- 2011 : publicités pour Volkswagen : Couple et Alarm
- 2011 : publicité pour O'Briens avec Rachel Allen
- 2011 : publicité pour News Of The World avec Paul Williams
- 2012 : campagne publicitaire de sensibilisation à la maladie de Parkinson
- 2012 : publicités pour Kilmeaden Cheese : Toasty et Text

#### Clips musicaux
- 2011 : Swans (I Draw Slow)
- 2011 : I Won't Worry (This Club)
- 2012 : Add It Up (This Club)
- 2012 : Down By The Riverside (The Larkfield Four)
- 2012 : Dear My Maker (The Noriana Kennedy Trio)
- 2012 : Forget Me Knots (Heathers)

### Comme scénariste
- 2001 : Guilty of Love
- 2010 : Your Bad Self (série TV)

### Comme producteur
- 2001 : Guilty of Love